# Державне оборонне замовлення
Державне оборонне замовлення (далі — оборонне замовлення) є засобом державного регулювання у сфері наукового та матеріально-технічного забезпечення потреб оборони і національної безпеки України, який визначає порядок взаємодії міністерств, інших центральних і місцевих органів виконавчої влади, державних установ, організацій та суб'єктів підприємницької діяльності всіх форм власності під час його формування, розміщення і виконання, а також передбачає заходи щодо виконання міжнародних договорів України з питань військово-технічного співробітництва.
- Державні замовники з оборонного замовлення — це міністерства, інші центральні органи виконавчої влади, а також військові формування, створені відповідно до законодавства України, уповноважені Кабінетом Міністрів України укладати державні контракти на поставку продукції, виконання робіт, надання послуг.

- Державними замовниками з виконання наукових робіт, закупівлі озброєння та військової техніки, виконання науково-дослідних, дослідно-конструкторських робіт з їх розроблення, а також щодо робіт із створення новітніх технологій військового призначення можуть бути тільки міністерства, інші центральні органи виконавчої влади, а також військові формування, створені відповідно до законодавства України.

- Виконавці оборонного замовлення — це суб'єкти підприємницької діяльності України всіх форм власності, визначені державними замовниками для виготовлення і поставки продукції, виконання робіт, надання послуг.
  - Виконавцями з розроблення, виготовлення, модернізації, реалізації і утилізації військової зброї та технічних засобів, що забезпечують її використання, бойових припасів до військової зброї можуть бути виключно державні підприємства, установи та організації.
  - Виконавцями з напрямів, пов'язаних з міжнародними поставками товарів, технологій, виконанням робіт та наданням послуг військового призначення, можуть бути суб'єкти підприємницької діяльності України, які отримали повноваження на здійснення зовнішньоекономічної діяльності у цій сфері згідно з законодавством України.
  - Виконавцями з поставки іншого військового майна можуть бути підприємства, установи та організації всіх форм власності, які у випадках, передбачених законодавством України, мають відповідні дозволи (ліцензії) на провадження цих видів діяльності.
- Співвиконавці оборонного замовлення - це суб'єкти підприємницької діяльності України всіх форм власності, які беруть участь у виконанні оборонного замовлення на підставі відповідних договорів (контрактів), укладених з виконавцями.
- Державний контракт з оборонного замовлення - це договір, укладений державним замовником з виконавцем відповідно до затверджених Кабінетом Міністрів України основних показників оборонного замовлення (обсяги поставок (закупівлі) продукції, виконання робіт, надання послуг, строки виконання замовлення тощо), який передбачає зобов'язання сторін та їх відповідальність за виконання оборонного замовлення.

До оборонного замовлення можуть належати:
- науково-дослідні та дослідно-конструкторські роботи із створення, модернізації, утилізації та знищення озброєння, військової та спеціальної техніки, розроблення стандартів та технологій військового і спеціального призначення, фундаментальні дослідження для потреб оборони і національної безпеки;
- проектні та дослідно-конструкторські роботи, спрямовані на розвиток дослідної та виробничо-технологічної бази підприємств і організацій, що виконують оборонне замовлення;
- поставка (закупівля) військової зброї, боєприпасів, військової та спеціальної техніки, вузлів, агрегатів, запасних частин, речового та медичного майна, продовольства, пально-мастильних матеріалів (далі — озброєння, військова та спеціальна техніка, інше військове майно);
- ремонт і модернізація озброєння, військової та спеціальної техніки, іншого військового майна;
- роботи та послуги, пов'язані із забезпеченням життєдіяльності Збройних Сил України, інших військових формувань та правоохоронних органів, функціонування та використання озброєння, військової та спеціальної техніки, іншого військового майна;
- створення, поповнення та утримання мобілізаційного резерву;
- заходи з мобілізаційної підготовки;
- експортно-імпортні поставки озброєння, військової та спеціальної техніки, іншого військового майна відповідно до міжнародних договорів України з питань військово-технічного півробітництва;
- створення і зберігання страхового фонду документації на озброєння, військову та спеціальну техніку, інше військове майно, об'єкти і споруди оборонного та спеціального призначення;
- будівництво об'єктів і споруд оборонного та спеціального призначення, житла для військовослужбовців, осіб рядового і начальницького складу органів внутрішніх справ;
- створення нових та нарощування діючих виробничих потужностей для випуску озброєння, військової та спеціальної техніки, іншого військового майна.